# 게리 그래프먼
게리 그래프먼(Gary Graffman, 1928년 10월 14일 ~ )은 미국의 피아노 연주자이다.

## 소속
- 前 미국 커티스 음악원 전임교수
- 前 미국 줄리어드 음악학교 전임강사

## 일생

### 피아니스트 데뷔
1937년 미국 펜실베이니아주 필라델피아에서 연주회를 열어 피아니스트 첫 데뷔하였다.

### 본격 피아니스트 활약
1946년 미국 커티스 음악원을 졸업 이후 필라델피아 오케스트라에서 차석 피아노 연주가를 지내었고 이후 뉴욕 필하모닉에서 수석 피아노 연주가를 지내었다. 이후 그는 자신과 같은 유대계 미국인 출신의 서양 고전 음악 연주가였던 유진 이스토민(Eugene Istomin)· 아이작 스턴(Isaac Stern)· 레너드 로즈(Leonard Rose)가 순회 연주 공연하는 트리오 연주 악단 콘서트에 콜라보레이션 게스트로도 참가하여 피아노 연주를 하였고 글렌 굴드(Glenn Gould) 등과 아울러 미국·캐나다·영국·아일랜드·오스트레일리아·뉴질랜드 등지에 연주 공연 여행을 동반하기도 하였다.

### 만년기의 활약
그는 피아노 연주 이외에도 1970년대 후반에 접어들어서는 음악학 교수와 음악 저술가 겸 음반 프로듀서로도 활약하였다.